# U.S. Clay Court Championships 1979
U.S. Clay Court Championships 1979 - чоловічий і жіночий тенісний турнір, що проходив на відкритих кортах з ґрунтовим покриттям в Індіанаполісі (США). Чоловічі змагання належали до серії Grand Prix, а жіночі Colgate Series. Відбувся водинадцяте за Відкриту еру (вперше в щойно побудованому Indianapolis Sports Center) і тривав з 6 до 12 серпня 1979 року. Перший сіяний Джиммі Коннорс виграв титул і заробив 25 тис. доларів. Перша сіяна Кріс Еверт-Ллойд виграла титул і заробила 20 тис. доларів.

## Фінальна частина

### Одиночний розряд, чоловіки
Джиммі Коннорс —  Гільєрмо Вілас 6–1, 2–6, 6–4 

### Одиночний розряд, жінки
Кріс Еверт-Ллойд —  Івонн Гулагонг Коулі 6–4, 6–3 

### Парний розряд, чоловіки
Джін Меєр /  Джон Макінрой —  Ян Кодеш /  Томаш Шмід 6–4, 7–6

### Парний розряд, жінки
Кеті Джордан /  Енн Сміт —  Penny Johnson /  Пола Сміт 6–1, 6–0